# Ahmed ibn Yusuf
Ahmed ibn Yusuf ibn Ibrahim ibn Tammam al-siddiq Al-Baghdadi, ook wel Abu Ja'far Ahmad ibn Yusuf of Ahmed ibn Yusuf al-misri (Bagdad, 835 - 912) was een Arabisch wiskundige, zoals zijn vader Yusuf ibn Ibrahim.

## Leven
Ahmed ibn Yusuf werd geboren in Bagdad (huidig Irak) en verhuisde met zijn vader naar Damascus in 839. Later verhuisde hij nogmaals, dan naar Caïro (exacte datum niet bekend) : aangezien hij bekendstond als al-Misri, dat de Egyptenaar betekent, gebeurde dit waarschijnlijk in zijn jonge jaren. Mogelijk stierf hij ook in Caïro, maar daar bestaat geen bron van.
Hij groeide waarschijnlijk op in een sterk intellectueel milieu: zijn vader werkte aan wiskunde, astronomie en geneeskunde, ontwierp astronomische tabellen en hij was lid van een groep geleerden. Ahmed ibn Yusuf bereikte een belangrijke en vooraanstaande rol in Egypte, die werd veroorzaakt door de relatieve onafhankelijkheid van Egypte ten opzichte van kalief Abbasid.

## Werk
Van sommige werken, toegeschreven aan Ahmed, is het niet exact duidelijk of ze werkelijk van zijn hand zijn of van de hand van zijn vader, of van allebei. Het is wel duidelijk dat hij werkte aan een boek over rede en evenredigheid. Dit werk werd vertaald in het Latijn door Gerard van Cremona en het was een commentaar op het boek De Elementen van Euclides. Dit boek beïnvloedde vroeg-Europese wiskundigen, zoals Fibonacci.
Verder, in Over gelijke krommen, becommentarieerde hij Centiloquium van Claudius Ptolemaeus. Vele geleerden geloofden dat Ahmed ibn Yusuf de echte auteur van dat boek was.
Hij schreef ook een boek over de sterrenhoogtemeter (astrolabium). Hij vond methodes uit om belastingsproblemen op te lossen, die later werden gepresenteerd in Fibonacci's boek Liber Abaci. Hij werd ook geciteerd door grote wiskundigen, zoals Thomas Bradwardine, Jordanus Nemorarius en Luca Pacioli.